# Chimena
Genre
Chimena est un genre d'araignées aranéomorphes de la famille des Mysmenidae.

## Distribution
Les espèces de ce genre se rencontrent à Taïwan et en Chine à Hainan.

## Liste des espèces
Selon World Spider Catalog (version 23.5, 31/10/2022) :
- Chimena nantou Lin & Li, 2022
- Chimena qiong Lin & Li, 2022
- Chimena taiwanica (Ono, 2007)

## Systématique et taxinomie
Ce genre a été décrit par Lin et Li en  2022 dans les Mysmenidae.

## Publication originale
- Lin & Li, 2022 : « Chimena gen. nov., a new spider genus (Araneae, Mysmenidae) from China, with descriptions of two new species and a new combination. » ZooKeys, vol. 1125, p. 69-86 (texte intégral).